# Brea de Aragón
Brea de Aragón ist ein nordspanischer Ort und eine Gemeinde (municipio) mit 1.506 Einwohnern (Stand: 2024) im Westen der Provinz Saragossa in der Autonomen Region Aragonien. Der Ort gehört zur bevölkerungsarmen Serranía Celtibérica.

## Lage und Klima
Brea de Aragón liegt auf dem Nordufer des Río Aranda etwa 75 km (Fahrtstrecke) westsüdwestlich der Provinzhauptstadt Saragossa in einer Höhe von ca. 555 m. Das Klima ist gemäßigt bis warm; Regen (ca. 408 mm/Jahr) fällt mit Ausnahme der eher trockenen Sommermonate übers Jahr verteilt.

## Bevölkerungsentwicklung
| Jahr      | 1970 | 1981 | 1991 | 2001 | 2011 | 2021 |
| Einwohner | 1889 | 2065 | 2044 | 1999 | 1799 | 1559 |

## Wirtschaft und Geschichte
Brea de Aragón war über Jahrhunderte ein Zentrum des Schuhmacherhandwerks. Nachgewiesen ist das Handwerk seit 1606. Ab dem 18. Jahrhundert wurden in Brea de Aragón mehr als die Hälfte der Schuhe im gesamten Königreich Spanien hergestellt. Noch heute zeugen zahlreiche Schuhmacherhäuser, -fabriken und das Schuhmachermuseum von der Bedeutung des Ortes.

## Sehenswürdigkeiten
- Kirche Santa Ana, 1554/1555 erbaut
- San-Blasius-Kapelle aus dem 17. Jahrhundert
- Kapelle Unser Lieben Frau (Ermita de Nuestra Señora de los Dolores)
- Rathaus
- Schuhmuseum, 2002 eröffnet

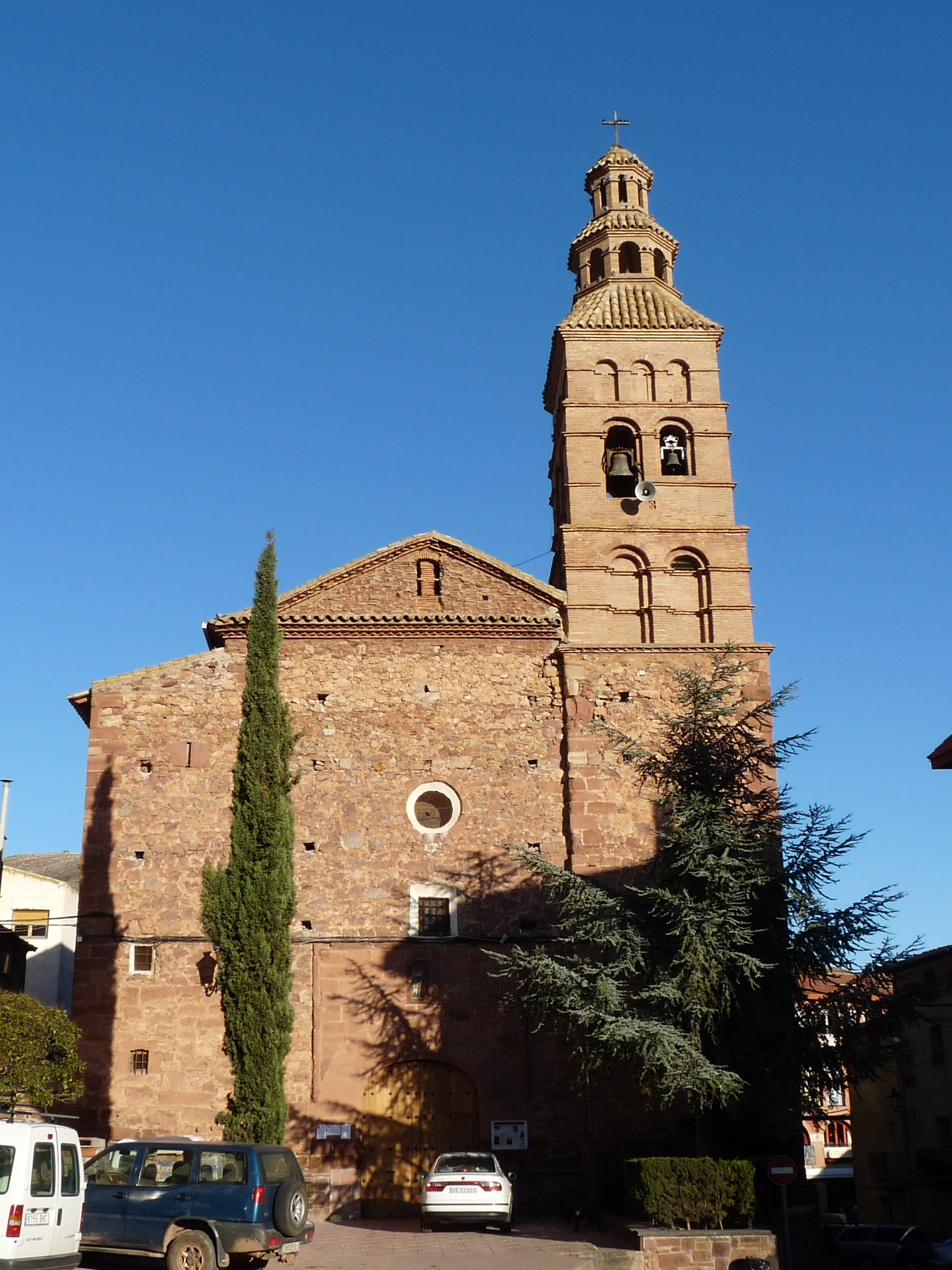
Kirche Santa Ana

## Persönlichkeiten
- Baltasar Sanz (1654–1707/1708), Komponist, Musiker und Kapellmeister
- Francisco Ballesteros (1770–1832), General und Kriegsminister (1815)
- Cayo Vela Marqueta (1885–1937), Komponist
- Lola Lemos (1913–2009), Schauspielerin